# Blocco Ucraina Nostra - Autodifesa Popolare
Blocco Ucraina Nostra - Autodifesa Popolare (ucraino: Блок Наша Україна – Народна Самооборона, Blok Naša Ukrajina - Narodna Samooborona, NU) è stata una coalizione di partiti politici ucraini di centro-destra formatasi a sostegno di Viktor Juščenko, Primo ministro dal 1999 al 2001 e Presidente della Repubblica dal 2005 al 2010.

## Composizione

### Elezioni parlamentari del 2002
In occasione delle elezioni parlamentari del 2002 il Blocco Ucraina Nostra - Viktor Juščenko comprendeva le seguenti forze politiche:
- Unione Popolare Ucraina Nostra;
- Movimento Popolare d'Ucraina;
- Congresso dei Nazionalisti Ucraini;
- Partito Liberale d'Ucraina;
- Partito della Gioventù d'Ucraina;
- Partito dell'Unione Cristiano Popolare;
- Partito Cristiano Repubblicano;
- Solidarietà;
- Movimento Popolare Ucraino;
- Forza Ucraina!

L'unico partito dotato di una qualche presenza parlamentare era il Movimento Popolare dell'Ucraina, che alle politiche del 1998 aveva conquistato il 9,4% dei voti e 46 seggi, posizionandosi al secondo posto dopo il Partito Comunista d'Ucraina (24,7% dei voti e 121 seggi). Alle elezioni del 2002, il Blocco ottenne il 23,6% dei voti ed elesse 112 deputati su 450, facendo eleggere Juščenko primo ministro.
Dopo la "Rivoluzione Arancione" del 2004 molti dei partiti che formarono il Blocco del 2002 sono sostanzialmente scomparsi dalla vita politica nazionale, alcuni (Partito Riforme ed Ordine, Partito Liberale d'Ucraina) si sono presentati autonomamente alle politiche del 2006, senza ottenere seggi.

### Elezioni parlamentari del 2006
Alle elezioni parlamentari del 2006 al Blocco Ucraina Nostra aderinono:
- Unione Popolare Ucraina Nostra, di fatto il partito di Juščenko;
- Congresso dei Nazionalisti Ucraini;
- Partito degli Industriali e degli Imprenditori d'Ucraina (nel 2002 parte della coalizione filo-russa «Per l'Ucraina Unita»);
- Movimento Popolare d'Ucraina;
- Unione Cristiano-Democratica;
- Partito Repubblicano Ucraino "Sobor" (nel 2002 membro del Blocco Julija Tymošenko).

Il risultato elettorale del 2006 è stato di ben dieci punti percentuali inferiore a quello del 2002 (13,9%), il tutto a chiaro vantaggio degli alleati del Blocco Julija Tymošenko (22,2%, contro il 7,2 del 2002). Ciò nonostante NU è entrato a far parte del governo, prima guidato dalla Tymošenko, poi da Janukovič, già rivale di Juščenko alle presidenziali del 2004.

### Elezioni parlamentari del 2007
Alle elezioni parlamentari del 2007 il Blocco Ucraina Nostra - Autodifesa Popolare risultava composto da:
- Unione Popolare Ucraina Nostra;
- Movimento Popolare d'Ucraina;
- Forza Ucraina!;
- Partito Popolare Ucraino;
- Partito Repubblicano Ucraino "Sobor";
- Unione Cristiano-Democratica;
- Partito Europeo d'Ucraina;
- PORA;
- Partito dei Difensori della Madrepatria.

NU ha confermato le stesse percentuali del 2006, ma ha eletto 72 seggi, 9 in meno di quelli del Parlamento uscente.

## Ideologia
I partiti che fanno parte di NU sono tutti partiti di centro-destra, appartenenti alle culture conservatrice, democristiana, nazionalista. NU è particolarmente radicata nell'Ucraina occidentale e settentrionale, in particolare nella Galizia orientale, grazie alla presenza dei democristiani dell'UDC.
L'Ucraina è divisa linguisticamente, religiosamente ed economicamente. I russofoni sono il 30% della popolazione e sono presenti prevalentemente nel sud-est, che confina con la Russia. I cattolici (12%, uniati e latini) sono molto presenti nell'ex-Galizia. A questo si aggiungono le divisioni all'interno della comunità ortodossa (60% della popolazione). La Chiesa Ortodossa Ucraina-Patriarcato di Kiev (COU-PK) e la Chiesa Ortodossa Ucraina Autocefala (COUA) (tra il 15 e il 20% della popolazione) sono favorevoli ad una maggiore autonomia dalla Russia, anche se non propriamente filo-occidentali, e sono presenti nelle regioni centrali. La Chiesa Ortodossa Ucraina-Patriarcato di Mosca (COU-PM, 40-45% della popolazione) è invece decisamente filo-russa. A questo si aggiungono piccole comunità protestanti e musulmane (in totale tra il 2 e il 3% della popolazione). Il restante 20-30% della popolazione è dichiaratamente non credente o addirittura ateo. A livello economico si registra una marcata distinzione tra un oriente industrializzato e un occidente agricolo.
È facilmente comprensibile come l'est e il meridione, per molta parte russofoni, appartenenti alla COU-PM, con una forte presenza dell'industria pesante e di quella mineraria, siano stati il principale luogo di insediamento per chi (Partito delle Regioni e Partito Comunista d'Ucraina) si faceva portatore di un legame solido con la Russia e di politiche di marcato intervento statale in economia. Nel nord-ovest, con una buona presenza cattolica, ortodossa "dissidente", agricola e geograficamente vicino a paesi dell'Unione europea (Polonia, Slovacchia, Ungheria, Romania) hanno trovato spazio realtà politiche (Nuova Ucraina e Blocco Julija Tymošenko), portatrici di politiche liberali, o comunque centriste, considerate più "europee".

## Risultati elettorali
| Elezione          | Voti      | %     | Seggi     |
| ----------------- | --------- | ----- | --------- |
| Parlamentari 2002 | 6.108.088 | 23,57 | 112 / 450 |
| Parlamentari 2006 | 3.539.140 | 13,96 | 81 / 450  |
| Parlamentari 2007 | 3.301.282 | 14,16 | 72 / 450  |